# 1927 en science
| Années de la science : 1924 - 1925 - 1926 - 1927 - 1928 - 1929 - 1930    |
| Décennies de la science : 1890 - 1900 - 1910 - 1920 - 1930 - 1940 - 1950 |

Cet article présente les faits marquants de l'année 1927 en science.

## Événements
- 7 janvier : inauguration du premier service téléphonique transatlantique commercial par onde radio entre Londres et New York[1].
- 3 mars :  les météorologues français Robert Bureau et Pierre Idrac lancent la première radiosonde[2].
- 7 avril : la compagnie Bell Telephone Co. transmet des images et des sons de Washington (DC) à New York[3].
- 1er juin : les médecins de Boston Herman Blumgart et Soma Weiss rapportent dans un article publié dans le Journal of Clinical Investigation leur utilisation pour la première fois des traceurs radioactifs pour diagnostiquer une maladie cardiaque[4].

- 2 août : l'ingénieur américain des Laboratoires Bell, Harold Stephen Black, découvre le principe de la contre-réaction[5].

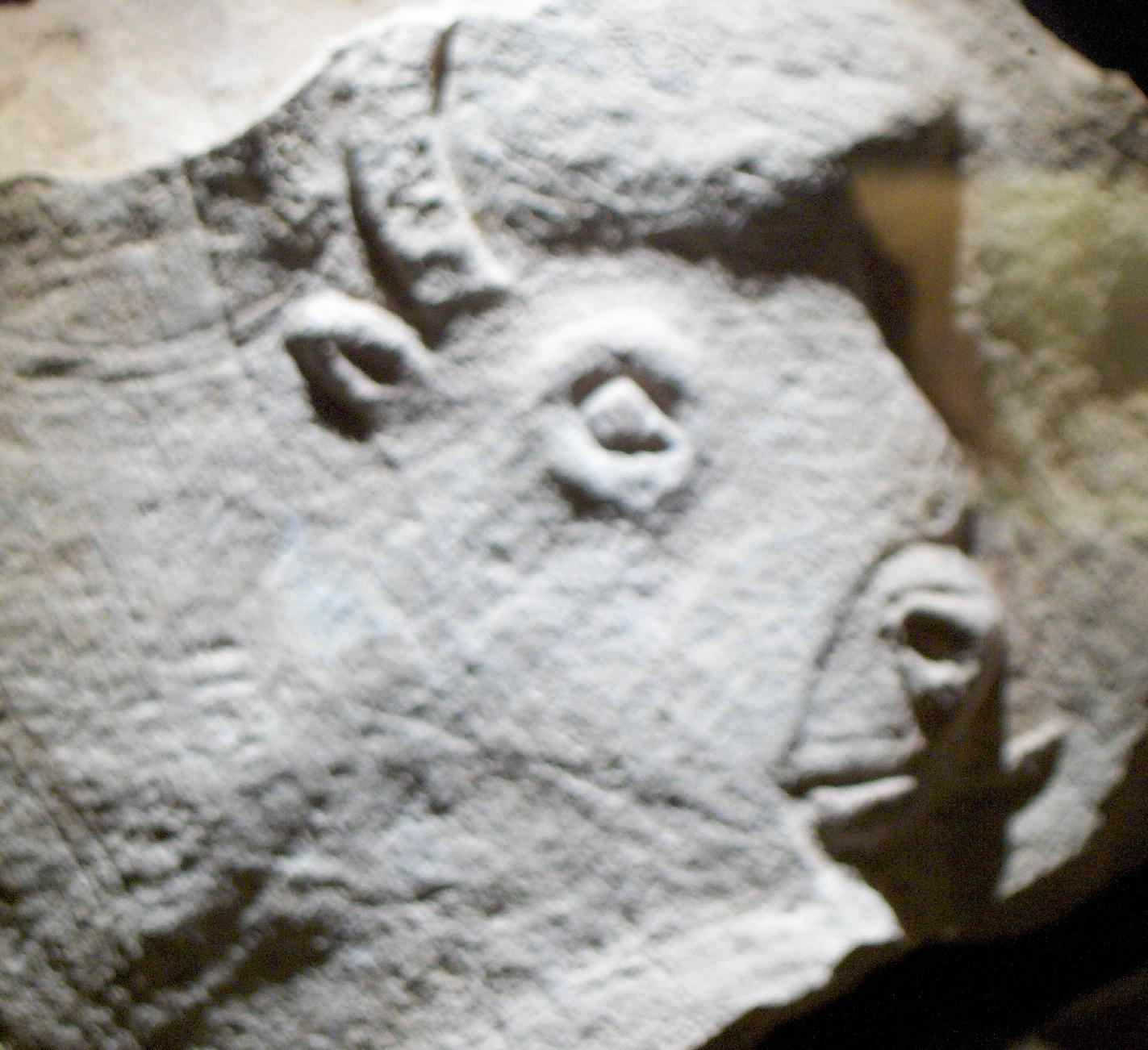
Tête de bovidé, Roc de Sers

- Octobre : le préhistorien Léon Henri-Martin découvre les premiers éléments de la frise monumentale de bas-reliefs animaliers de la grotte ornée du Roc de Sers en Charente[6].
- Novembre : le biologiste américain Raymond Pearl remet en cause la théorie de l'eugénisme dans un article intitulé The Biology of Superiority publié dans The American Mercury[7].

- L'ingénieur américain Vannevar Bush et son équipe du MIT mettent au point l'analyseur différentiel, un calculateur analogique, un des ancêtres des ordinateurs, capable de résoudre des équations différentielles[8].

### Sciences physiques
- 23 février : le physicien allemand Werner Heisenberg formule le principe d'incertitude dans une lettre à Wolfgang Pauli[9].

- 16 avril : dans un article[10] publié dans la revue Nature les physiciens américains Clinton Davisson et Lester Germer rapportent leur expérience qui confirme l'hypothèse de De Broglie postulant que les particules, comme les électrons, peuvent se comporter comme des ondes (dualité onde-corpuscule). Cette expérience marque une nouvelle étape dans la réception de la mécanique quantique et de l'équation de Schrödinger[11].

- 25 avril : le physicien belge  Georges Lemaître publie un article dans les Annales de la Société scientifique de Bruxelles intitulé Un univers homogène de masse constante et de rayon croissant[12] établissant que l'Univers est en expansion[13].

- 30 juin : dans un article soumis à la Zeitschrift für Physik[14] Fritz London et Walter Heitler appliquent les principes de la mécanique quantique pour expliquer la liaison covalente de la molécule d'hydrogène, marquant le début de la chimie quantique[15].

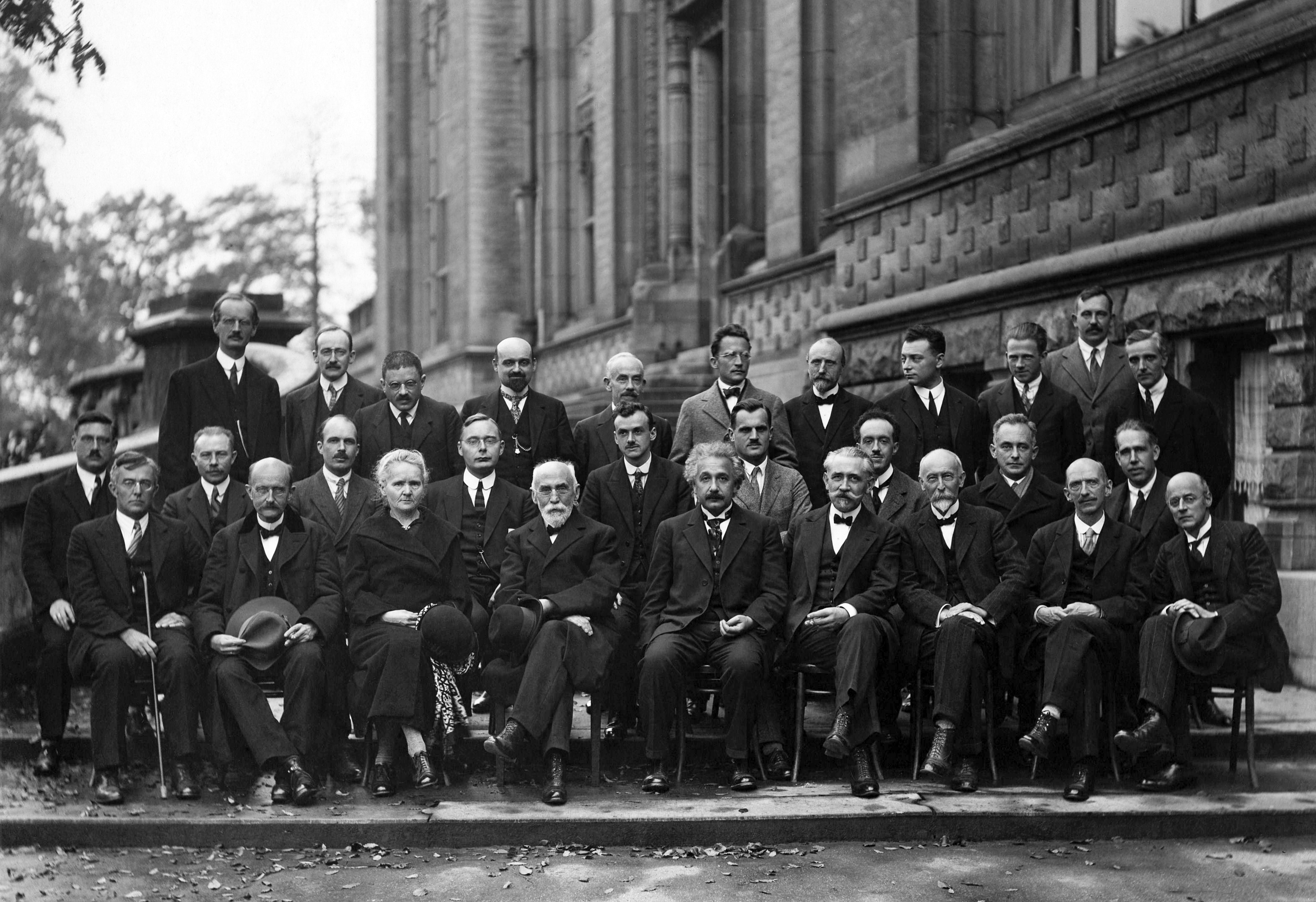
Participants au Congrès Solvay de 1927 sur la mécanique quantique.

- 24-29 octobre : le 5e congrès Solvay consacré à la mécanique quantique se tient à Bruxelles sur le thème « Électrons et Photons »[16]. Il réunit vingt-neuf personnalités dont dix-sept sont ou seront lauréates d'un prix Nobel[17].

- Rhéologie : début de l’Expérience de la goutte de poix à l'université du Queensland[18].

## Publications
- Paul Guillaume traduit en français l'essai de W. Köhler, L’intelligence des singes supérieurs.

## Prix
- Prix Nobel

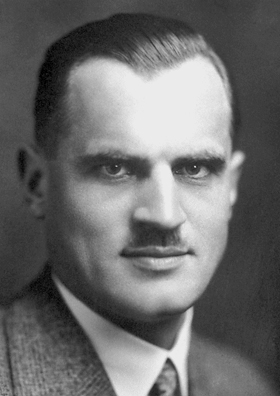
Arthur Holly Compton

  - Physique : Arthur Holly Compton, Charles Thomson Rees Wilson
  - Chimie : Heinrich Otto Wieland (Allemand)
  - Physiologie ou médecine : Julius Wagner-Jauregg (Allemand)

- Médailles de la Royal Society
  - Médaille Buchanan : Major Greenwood
  - Médaille Copley : Charles Sherrington
  - Médaille Davy : Arthur Amos Noyes
  - Médaille Hughes : William Coolidge
  - Médaille royale : Thomas Lewis, John Cunningham McLennan

- Médailles de la Geological Society of London
  - Médaille Lyell : Albert Ernest Kitson (en)
  - Médaille Murchison : George Thurland Prior
  - Médaille Wollaston : William Whitehead Watts

- Prix Jules-Janssen (astronomie) : Gustave Ferrié
- Médaille Bruce (Astronomie) : Herbert Hall Turner
- Médaille Linnéenne : Otto Stapf

## Naissances

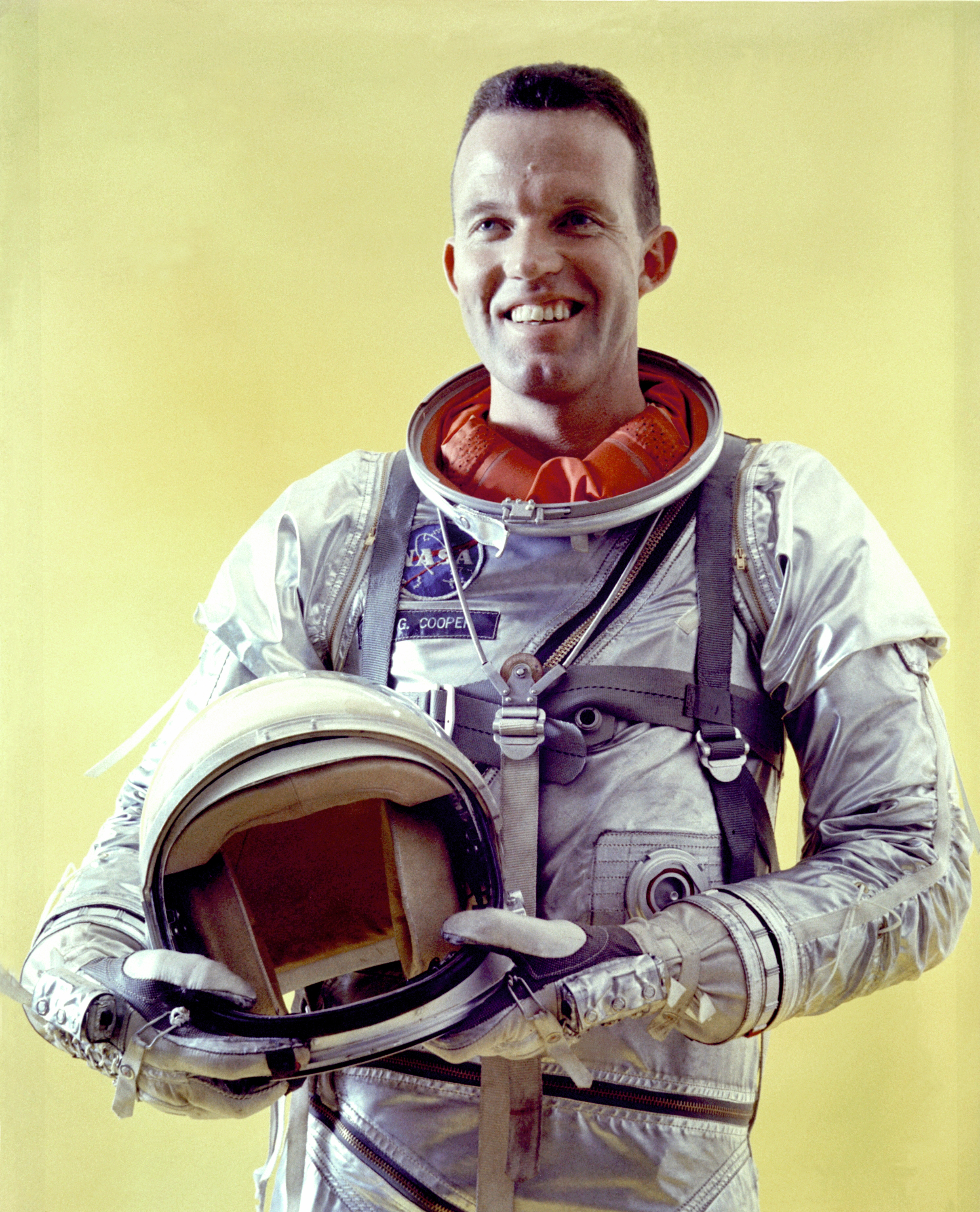
Gordon Cooper

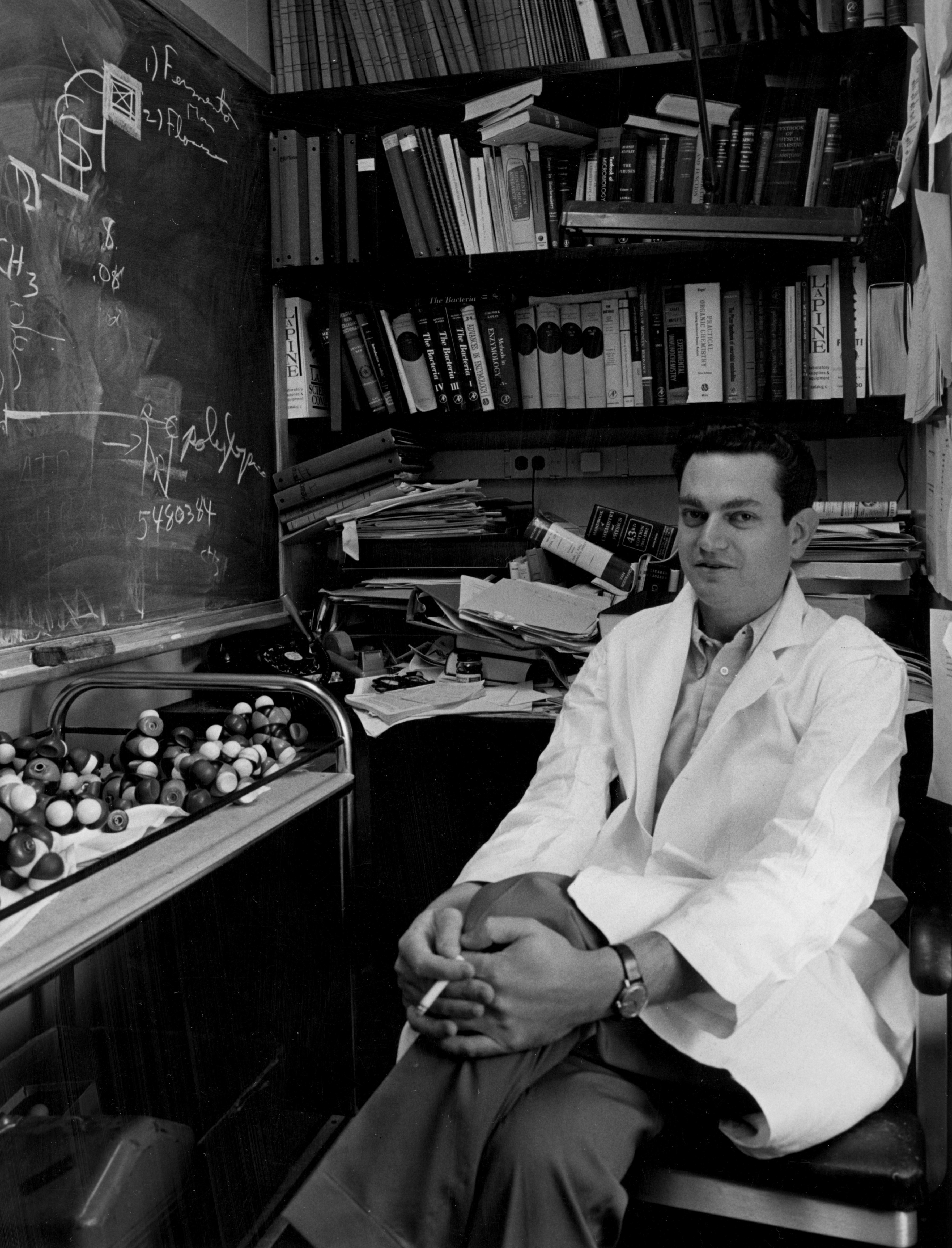
Marshall Warren Nirenberg

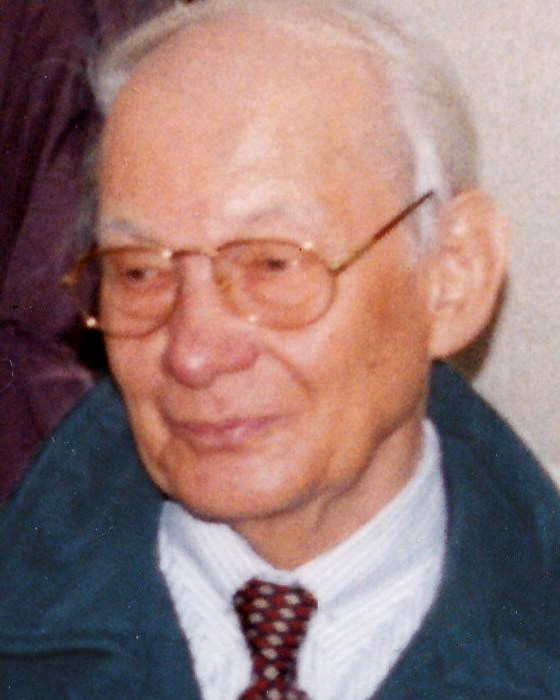
Manfred Eigen

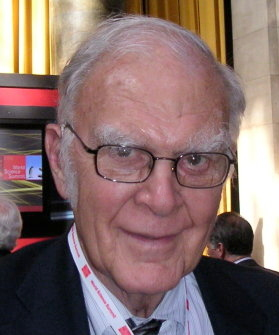
Frank Sherwood Rowland

### Janvier
- 1er janvier :
  - Vernon L. Smith, prix Nobel d'économie en 2002.
  - Jacques Postel (mort en 2022), psychiatre français.
- 2 janvier : Arnold Zellner (mort en 2010), économiste et statisticien américain.
- 3 janvier : Serge Sauneron (mort en 1976), égyptologue français.
- 13 janvier : Sydney Brenner, biologiste sud-africain, prix Nobel de physiologie ou médecine en 2002.
- 14 janvier : Rodolphe Kasser (mort en 2013), philologue et archéologue suisse.
- 29 janvier : Lewis Urry (mort en 2004), ingénieur électrochimiste canadien, co-inventeur de la pile alcaline zinc-manganèse.

### Février
- 6 février : Gerard K. O'Neill (mort en 1992), physicien américain.
- 9 février : David Wheeler (mort en 2004), informaticien britannique.
- 20 février : Mircea Malița (mort en 2018), mathématicien, diplomate et philosophe des sciences roumain.

### Mars
- 1er mars : George Abell (mort en 1983), astronome américain.
- 6 mars : Gordon Cooper (mort en 2004), astronaute américain.
- 16 mars : Vladimir Mikhaïlovitch Komarov (mort en 1967), cosmonaute soviétique.
- 19 mars : Allen Newell (mort en 1992), chercheur en informatique et psychologie cognitive.
- 21 mars : Halton Arp, astronome américain.
- 23 mars : Jacques Poly (mort en 1997), scientifique et ingénieur agronome français.
- 27 mars : Gerald Joseph Wasserburg, géochimiste américain.
- 29 mars : John Vane (mort en 2004), médecin et pharmacologue britannique, prix Nobel de physiologie ou médecine en 1982.

### Avril
- 4 avril : Paul E. Green (mort en 2012), statisticien américain.
- 9 avril : Jacek Karpiński (mort en 2010), ingénieur électronicien et informaticien polonais.
- 10 avril : Marshall Warren Nirenberg (mort en 2010), biochimiste américain, prix Nobel de physiologie ou médecine en 1968.
- 14 avril : Alan MacDiarmid (mort en 2007), chimiste néo-zélandais, prix Nobel de chimie en 2000.
- 21 avril : Peter Humphry Greenwood (mort en 1995), ichtyologiste britannique.
- 27 avril : Karl Alexander Müller, physicien suisse, prix Nobel de physique en 1987.

### Mai
- 7 mai : Luc de Heusch, réalisateur, écrivain et anthropologue belge.
- 9 mai : Manfred Eigen, biophysicien allemand, prix Nobel de chimie en 1967.
- 20 mai : 
  - Gabriel Camps (mort en 2002), préhistorien français.
  - Louis Berthe (mort en 1968), ethnologue français.
- 22 mai : George A. Olah, chimiste américain d'origine hongroise, prix Nobel de chimie en 1994.

### Juin
- 4 juin : William Fyfe, géologue canadien.
- 7 juin : Dell Hymes (mort en 2009), anthropologue américain.
- 8 juin : John F. Murray (mort en 2020), pneumologue américain surtout connu pour ses travaux sur le syndrome de détresse respiratoire aiguë (SDRA).
- 10 juin : Eugene Parker (mort en 2022), astrophysicien américain, prix de Kyoto en 2003.
- 20 juin : Lucien Campeau (mort en 2010),  cardiologue canadien.
- 24 juin : Martin Lewis Perl, physicien américain, prix Nobel de physique en 1995.
- 28 juin : Frank Sherwood Rowland, chimiste américain, prix Nobel de chimie en 1995.

### Août
- 4 août :
  - Juliette de La Genière, archéologue française.
  - Jean Yoyotte (mort en 2009), égyptologue français.
- 5 août : Leon Mestel, astronome britannique.
- 8 août : Aureliano Brandolini (mort en 2008), agronome et chercheur italien.
- 9 août : Marvin Minsky (mort en 2016), spécialiste américain des sciences cognitives et de l'intelligence artificielle.
- 12 août : René Mornex (mort en 2022), médecin français.
- 14 août : Willard Boyle, physicien canadien, prix Nobel de physique en 2009.
- 18 août : Marvin Harris (mort en 2001),  anthropologue américain.
- 25 août : Roger Lambrechts (mort en 2005), professeur et étruscologue belge.

### Septembre
- 4 septembre : John McCarthy, informaticien américain.
- 6 septembre : Marcel Golay, astronome suisse.

### Octobre
- 8 octobre : César Milstein (mort en 2002), biochimiste argentin, prix Nobel de physiologie ou médecine en 1984.
- 31 octobre : Agop Terzan (mort en 2020), astronome français.

### Novembre
- 5 novembre : Hirotugu Akaike (mort en 2009), statisticien japonais, créateur du critère d'information qui porte son nom, prix de Kyoto en 2006.
- 6 novembre : Marius Chemla (mort en 2005), chimiste français.
- 27 novembre : Jacqueline Roumeguère-Eberhardt (morte en 2006), anthropologue française.

### Décembre
- 8 décembre : Vladimir Chatalov, cosmonaute soviétique.
- 9 décembre : Jean-Louis Hellouin de Cenival (mort en 2003), égyptologue français.
- 12 décembre : Robert Noyce (mort en 1990), chef d'entreprise américain, cofondateur de la société Intel.
- 17 décembre : Gordon Sato, biologiste cellulaire américain.

## Décès
- 3 janvier :

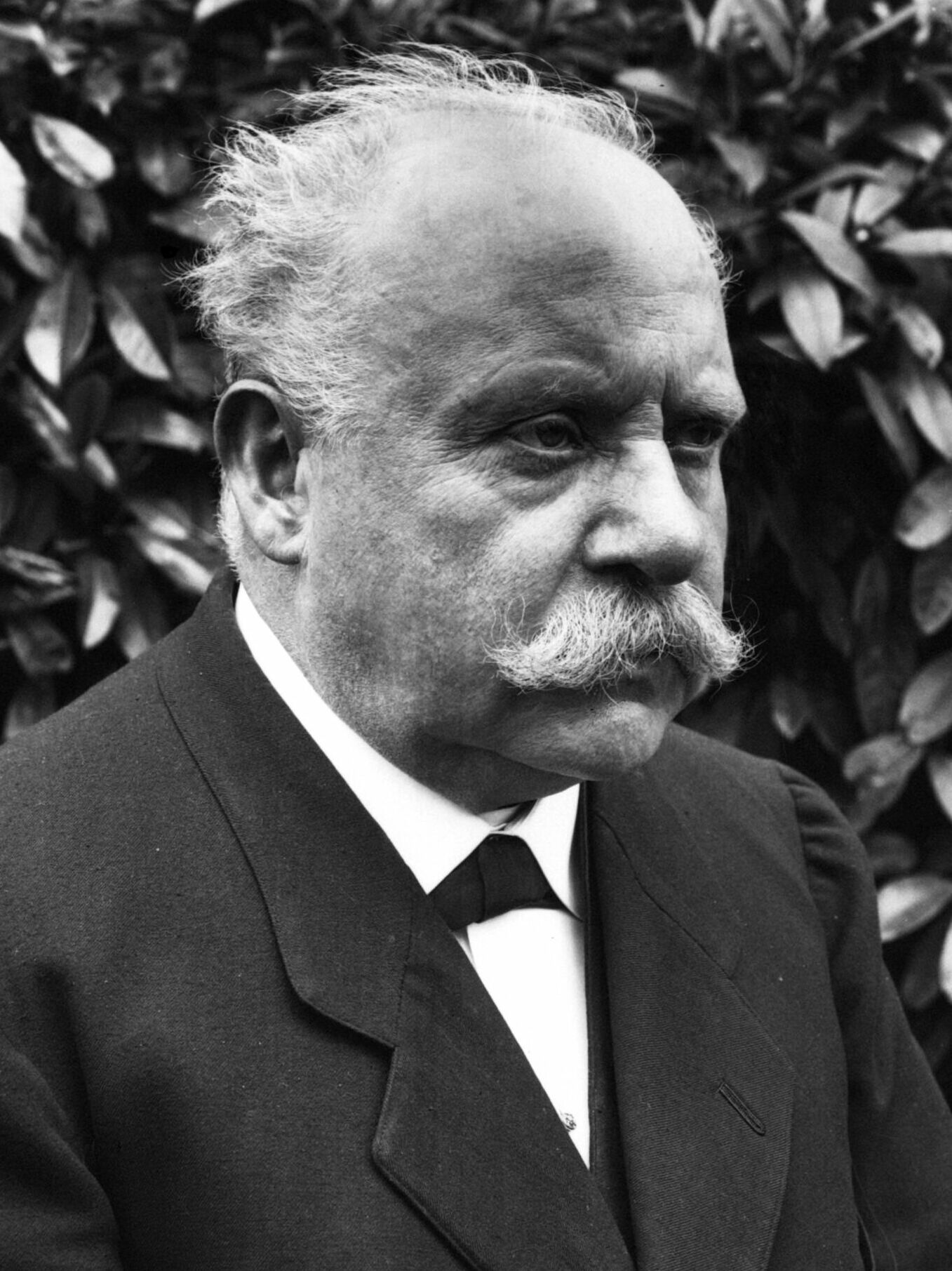
Eugène Turpin

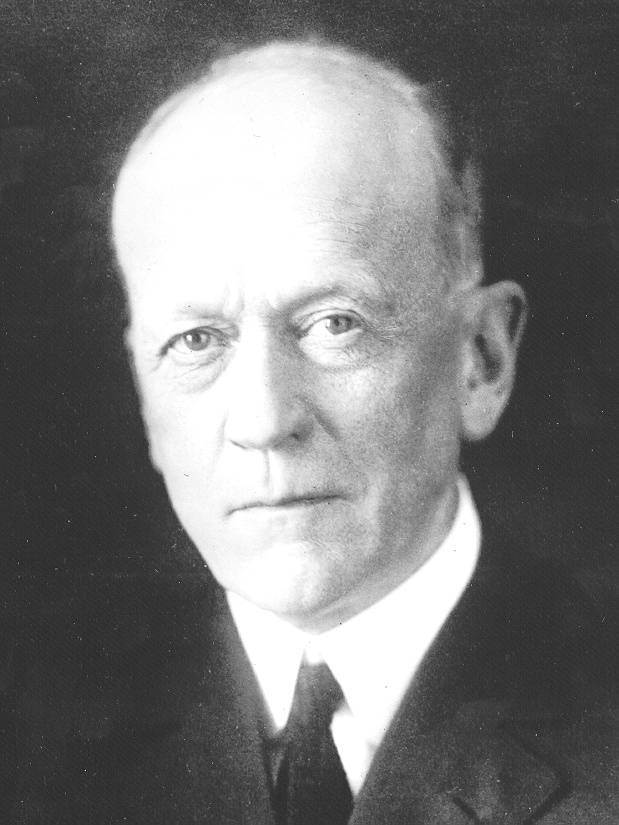
Charles Doolittle Walcott

  - Arnold Edward Ortmann (né en 1863), naturaliste américain.
  - Carl Runge (né en 1856), mathématicien et physicien allemand.
- 18 janvier : Hermann Müller (né en 1850), biologiste suisse.
- 19 janvier : Carl Graebe (né en 1841), chimiste allemand.
- 23 janvier : Charles Cleveland Nutting (né en 1858), zoologiste américain.
- 24 janvier : Eugène Turpin (né en 1848), chimiste français.

- 9 février : Charles Doolittle Walcott (né en 1850), paléontologue américain.
- 14 février : Camille Enlart (né en 1862), archéologue et historien de l'art français.
- 16 février : Friedrich Reinitzer (né en 1857), botaniste et chimiste autrichien.
- 18 février : Luigi Casale (né en 1882), chimiste italien.

- 3 mars : Amand Valeur (né en 1870), chimiste et pharmacologue français.
- 4 mars : Ira Remsen (né en 1846), chimiste américain.
- 22 mars : Charles Foix (né en 1882), neurologue français.
- 23 mars : Petre Melikichvili (né en 1850), chimiste géorgien.
- 27 mars : William Healey Dall (né en 1845), naturaliste, malacologiste et paléontologue américain.

- 9 avril (ou 7 avril) : Georg Ossian Sars (né en 1837), biologiste marin norvégien.
- 24 avril : Carl H. Eigenmann (né en 1863), ichtyologiste américain.
- 25 mai : Henri Hubert (né en 1872), archéologue et sociologue français.
- 30 mai : Vincenzo Cerulli (né en 1859), astronome italien.
- 22 juillet : Charles Fuller Baker (né en 1872), entomologiste, botaniste et agronome.

- 15 août : Bertram Boltwood (né en 1870), radiochimiste américain.
- 28 août : Émile Haug (né en 1861), géologue et paléontologue français.
- 30 septembre : Samuel Garman (né en 1843), zoologiste américain.

- 2 octobre : Svante Arrhenius (né en 1859), chimiste suédois prix Nobel de chimie en 1903.

- 11 novembre : Wilhelm Johannsen (né en 1857), botaniste danois.
- 26 novembre : François Daleau (né en 1845), préhistorien et historien français.
- 2 décembre : Paul Heinrich von Groth (né en 1843), minéralogiste allemand, médaille Wollaston en 1908.
- 24 décembre : Vladimir Bekhterev (né en 1857), neurologue russe.

- Stuart Weller (né en 1870), géologue et paléontologue américain.